# Evangelisch-Lutherisches Dekanat Fürstenfeldbruck
Das Evangelisch-Lutherische Dekanat Fürstenfeldbruck ist eines der achtzehn Dekanate des Kirchenkreises Schwaben-Altbayern der Evangelisch-Lutherischen Kirche in Bayern. Bis zu dessen Fusion 2025 gehörte es dem Kirchenkreis München und Oberbayern an. Seit 1. Juli 2018 ist Markus Ambrosy amtierender Dekan.

## Geografie und Geschichte
Der evangelische Dekanatsbezirk Fürstenfeldbruck umfasst 12 Kirchengemeinden der Landkreise Fürstenfeldbruck, Starnberg und München, also am westlichen Rand der Millionenstadt München.
Die Gemeinden liegen sowohl nahe an der Großstadt als auch mitten in schönster Landschaft mit Wäldern und Wiesen, Flüssen und Seen. Das prägt die knapp 41.000 Menschen, die zu diesen Kirchengemeinden gehören, und ihre Lebensweise: Viele arbeiten in München und nutzen die kulturellen Angebote der Großstadt, leben aber gleichzeitig mit Familie auf dem Lande, was mit hohem Freizeit- und Erholungswert verbunden ist. Diese Vorortgemeinden von München haben sich in den Jahrzehnten nach dem Zweiten Weltkrieg – auch bedingt durch Flüchtlinge und Heimatvertriebene – dynamisch entwickelt. Auch das Wachstum der Kirchengemeinden geht somit weiter.
Das Dekanat wurde 1977 durch Ausgliederung aus dem Dekanat Weilheim gegründet.

## Kirchengemeinden

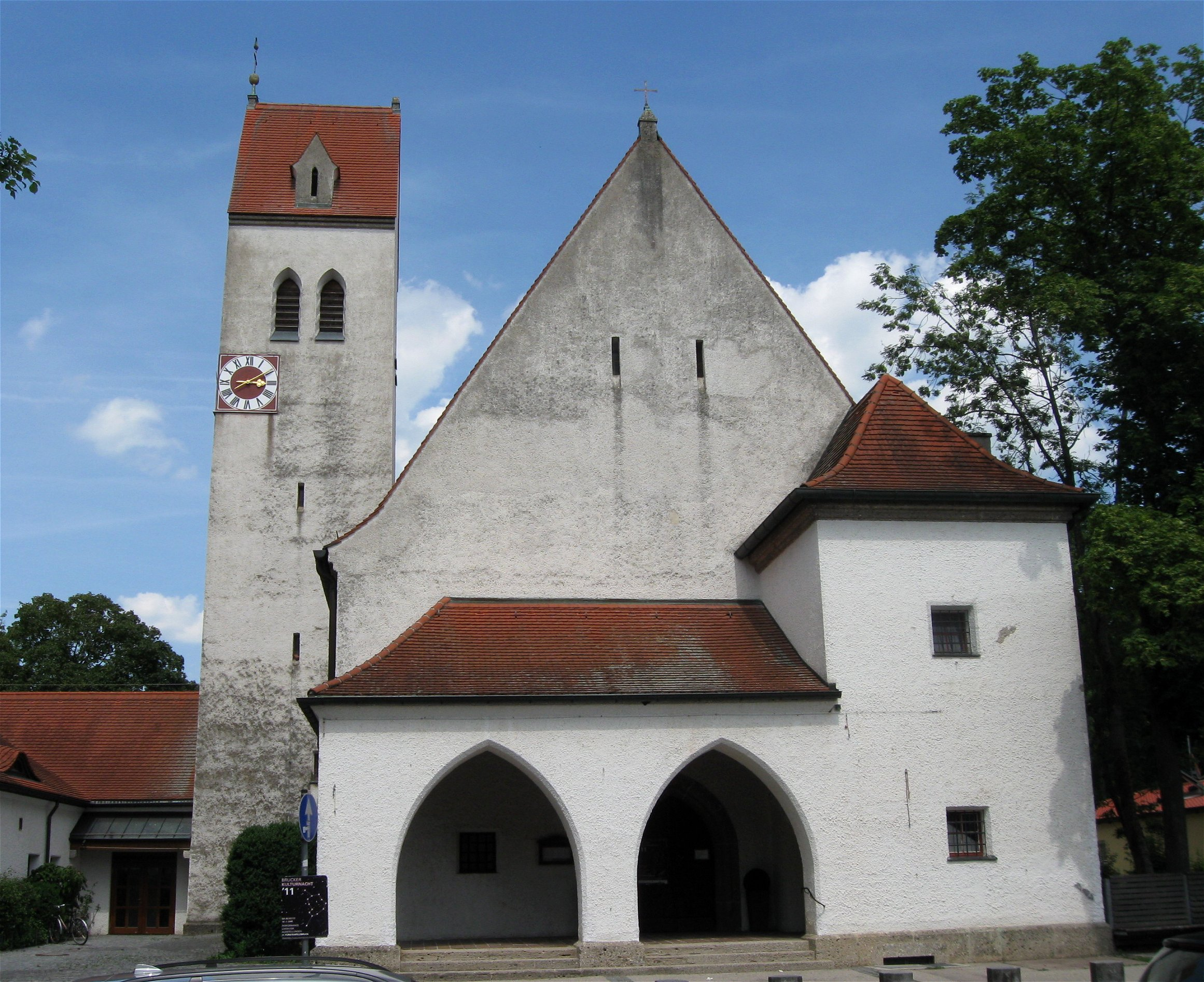
Erlöserkirche in Fürstenfeldbruck

Zum Dekanatsbezirk Fürstenfeldbruck gehören 11 Kirchengemeinden, in denen 40.000 Gemeindeglieder leben.
- Eichenau, Friedenskirche
- Fürstenfeldbruck, Erlöserkirche und Versöhnungskirche Emmering
- Fürstenfeldbruck, Gnadenkirche
- Gauting, Christuskirche
- Gilching, St. Johannes-Kirche
- Grafrath, Michael-Kirche
- Gräfelfing, Friedenskirche
- Herrsching am Ammersee, Erlöserkirche
- Olching, Johanneskirche
- Planegg-Stockdorf, Waldkirche, Apostelkirche
- Puchheim, Auferstehungskirche